# Staatsanwalt Jordan (film 1919)
Staatsanwalt Jordan è un film muto del 1919 diretto da Erik Lund.

## Produzione
Il film fu prodotto dalla Ring-Film GmbH (Berlin).

## Distribuzione
Uscì nelle sale cinematografiche tedesche con il visto di censura del gennaio 1919.